# 즉흥 연주

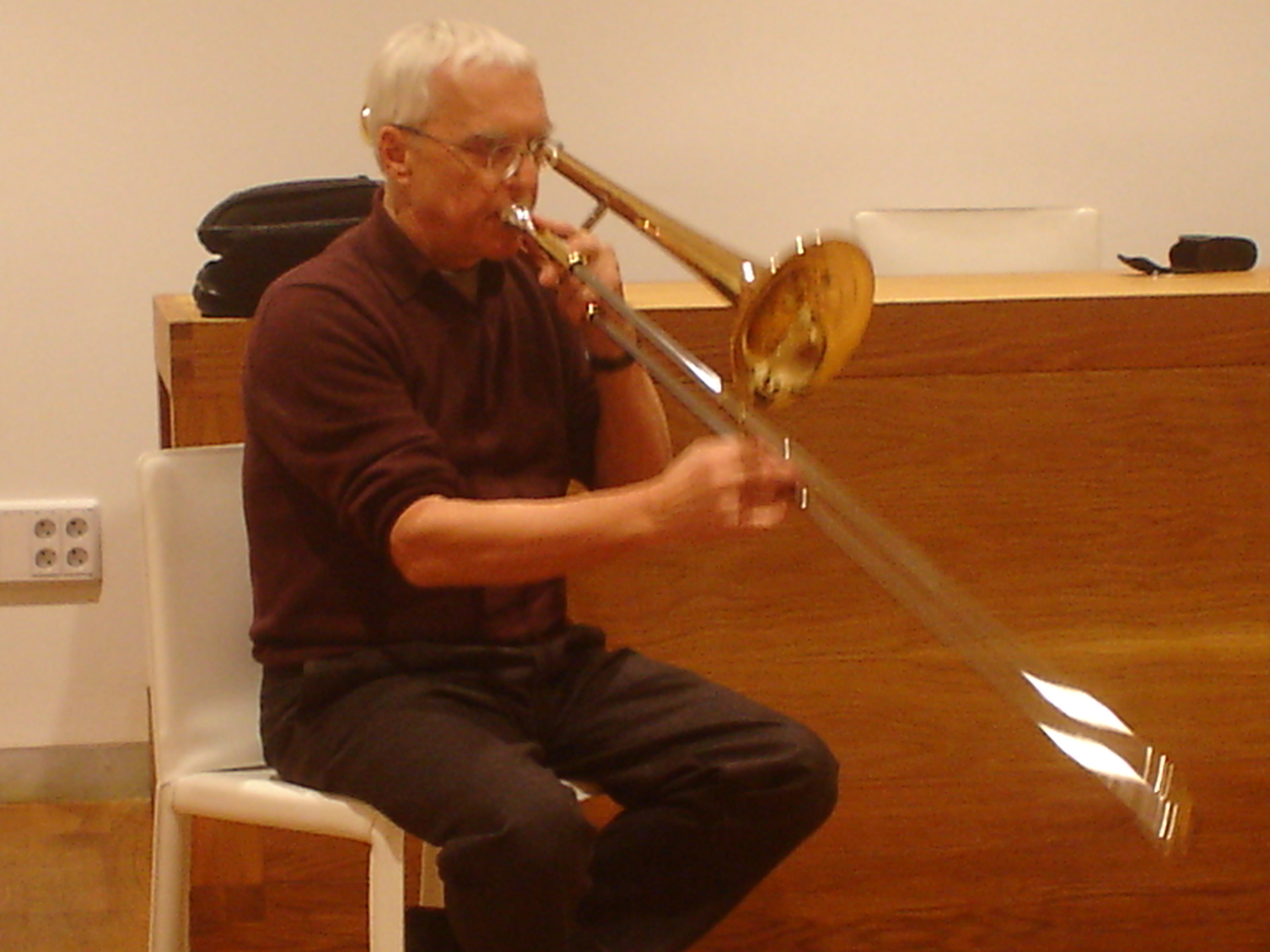
즉흥 연주

즉흥 연주(卽興演奏)는 사전 준비 없이 즉흥적으로 연주하는 것을 말한다. 즉흥 연주는 작곡의 과정이 되기도 한다.

## 개요
미리 연주할 것을 일절 준비하지 않고 연주자가 그 때의 환경, 기분, 상태 등에 따라 그 감흥을 즉석에서 교묘하게 살린 연주를 말한다. 이 경우 연주자는 작곡행위를 겸하였다고 하겠다. 협주곡에 삽입된 독주자를 위한 카덴차(cadenza)는 원래 그러한 종류의 것이었다. 또 바흐의 <헌가(獻歌)> 제1곡도 즉흥연주를 토대로 하여 악보에 기입된 것이라고 한다. 재즈에서도 이와 같은 즉흥연주는 중요한 역할을 하는 일이 많다.

## 같이 보기
- 잼 세션
- 잼 밴드
- 비어휘음
- 카를 체르니
- 볼프강 아마데우스 모차르트
- 아르투어 쇼펜하우어